# George Nicol
George Nicol (ur. 28 grudnia 1886 w Battersea w Londynie, zm. 28 stycznia 1967 w Brighton) – brytyjski lekkoatleta (sprinter), medalista olimpijski z 1912.
Wystąpił w biegu na 400 metrów na igrzyskach olimpijskich w 1908 w Londynie, gdzie odpadł w półfinale.
Zdobył brązowy medal w sztafecie 4 × 400 metrów na igrzyskach olimpijskich w 1912 w Sztokholmie. Sztafeta brytyjska w składzie: Nicol, Ernest Henley, James Soutter i Cyril Seedhouse ustanowiła w eliminacjach rekord Europy wynikiem 3:19,0, a w biegu finałowym zajęła 3. miejsce za zespołami Stanów Zjednoczonych i Francji. Na tych igrzyskach Nicol startował również w biegu na 400 metrów, ale odpadł w półfinale.
Był mistrzem Wielkiej Brytanii (AAA) w biegu na 440 jardów w 1913.